# Sega CD
El Sega CD, comercialitzat com a Mega-CD (japonès: メガCD, Hepburn: Mega-Shī Dī?) en la majoria de regions a l'exterior de l'Amèrica del Nord, és un accessori de CD-ROM per la consola de videojoc de Sega Genesis dissenyada i produïda per Sega com a part de la quarta generació de consoles de videojoc. Aquest extra va ser publicat el 12 de desembre de 1991 al Japó, el 15 d'octubre de 1992 a l'Amèrica del Nord, i el 1993 a Europa. La Sega CD permet a l'usuari jugar amb videojocs basats en suport de CD i afegeix la funcionalitat de maquinari addicional, com una unitat de processament central més ràpida i millores de gràfics. També pot reproduir disc d'àudio i discos CD+G.
Buscant crear un dispositiu addicional per la Genesis, Sega va desenvolupar la unitat per llegir discos compactes com el seu medi d'emmagatzematge. El benefici principal de tecnologia de CD era la capacitat d'emmagatzematge més gran, el qual va permetre jocs gairebé 320 vegades més grans que les seves contraparts de cartutx. Això beneficia manifestament en la forma de jocs de full motion video (FMV) com el polèmic Night Trap, el qual va arribar en xerrades d'assumptes de violència de videojocs en el Congrés dels EUA en 1993. Sega of Japan es va associar amb JVC per dissenyar l'extra i va rebutjar consultar amb Sega of America fins que el projecte fos completat. Sega of America va reunir parts de diverses unitats defectuoses per obtenir un prototipus funcionable. Mentre que el dispositiu va esdevenir conegut per diversos videojocs famosos com Sonic the Hedgehog CD i Lunar: Eternal Blue, la seva biblioteca de videojocs conté un nombre gran de ports de Genesis i títols de FMV. El Sega CD va ser redissenyada diverses vegades, incloent un cop per Sega i diverses vegades per desenvolupadors tercers amb llicència.